# Johnnie Johnson (pilote)
Pour les articles homonymes, voir Johnson.
James Edgar « Johnnie » Johnson, né le 9 mars 1915 à Barrow upon Soar et mort le 30 janvier 2001 à Buxton, est un officier britannique de la Royal Air Force (RAF).

## Jeunesse
James Johnson naît le 9 mars 1915 à Barrow upon Soar dans le Leicestershire. Son père se prénomme Alfred Johnson et sa mère Beatrice May Johnson. Il vit et est élevé à Melton Mowbray, où son père est policier,,. 
James Johnson fait ses études à la Camden Street Junior School et à la Loughborough Grammar School. Son oncle, Edgar Charles Rossell, qui a gagné la croix militaire avec les Royal Fusiliers en 1916, paye ses études à Loughborough. Selon son frère Ross, James a manqué d'être renvoyé de l'établissement après avoir refusé une punition pour un délit, estimant qu'elle était injustifiée : « Il était très attaché à ses principes et n'en démordait pas ». Parmi les passe-temps et les occupations de James figurent le tir et le sport ; il chasse notamment les lapins et les oiseaux dans la campagne locale. Il est également passionné par la vitesse et rejoint un club de voitures à Melton Mowbray, alors qu'il n'en possède pas.
Il fréquente ensuite le University College Nottingham (qui deviendra plus tard l'université de Nottingham), où il obtient son diplôme d'ingénieur civil à l'âge de 22 ans,. Il devient géomètre au conseil du district urbain de Melton Mowbray avant de devenir ingénieur adjoint au conseil du district urbain de Chigwell à Loughton. En 1938, il se casse la clavicule en jouant au rugby pour le club de Chingford ; la blessure est mal soignée et ne guérit pas correctement, ce qui induit diverses difficultés au début de sa carrière de pilote,.

## Engagement dans la RAF
Il commence à prendre des leçons de vol à ses propres frais. Il demande à s'engager dans l'Auxiliary Air Force (en) (AAF) mais se heurte à certains des problèmes sociaux qui sévissent dans la société britannique,. James Johnson a le sentiment d'être rejeté en raison de son statut social. Sa situation va toutefois s'améliorer. La perspective d'une guerre augmente à la suite des accords de Munich, et les critères de sélection des candidats changent à mesure que la Royal Air Force (RAF) s'agrandit et accueille des hommes issus de milieux sociaux ordinaires. Il postule à nouveau à la AAF. On l'informe que suffisamment de pilotes sont déjà disponibles mais qu'il y a quelques postes vacants dans les escadrons de ballons. Il rejette l'offre.
Inspiré par des amis de Chingford qui se sont engagés, il fait une nouvelle demande pour rejoindre la Royal Air Force Volunteer Reserve (en) (RAFVR). La RAFVR est un moyen d'entrer dans la RAF pour les jeunes hommes issus de milieux ordinaires. Tous les membres d'équipage volontaires sont nommés sergents à leur arrivée. Une fois de plus, il est rejeté, cette fois au motif qu'il y a trop de candidats pour les postes vacants et que sa blessure le rend inapte aux opérations aériennes. Son ambition frustrée, il rejoint la Leicestershire Yeomanry, où sa blessure n'est pas un obstacle au recrutement. Il s'engage dans l'unité de l'armée territoriale parce que, bien qu'exerçant une profession réservée (en), si la guerre venait à éclater, il n'a « aucune intention d'aller jusqu'au bout en construisant des abris antiaériens ou en supervisant des équipes de décontamination ». Il se satisfait dans la Yeomanry. 
Un jour, alors qu'il traverse à cheval le village de Burleigh (en), situé dans le Berkshire, lors de son camp annuel, il fait un détour par la base aérienne RAF Wittering (en), dans le Cambridgeshire. En voyant une ligne de chasseurs Hawker Hurricane, il fait la remarque suivante : « Si je dois combattre Hitler, je préfère le faire dans l'un de ces appareils que sur un putain de grand cheval ».

### Formation au pilotage

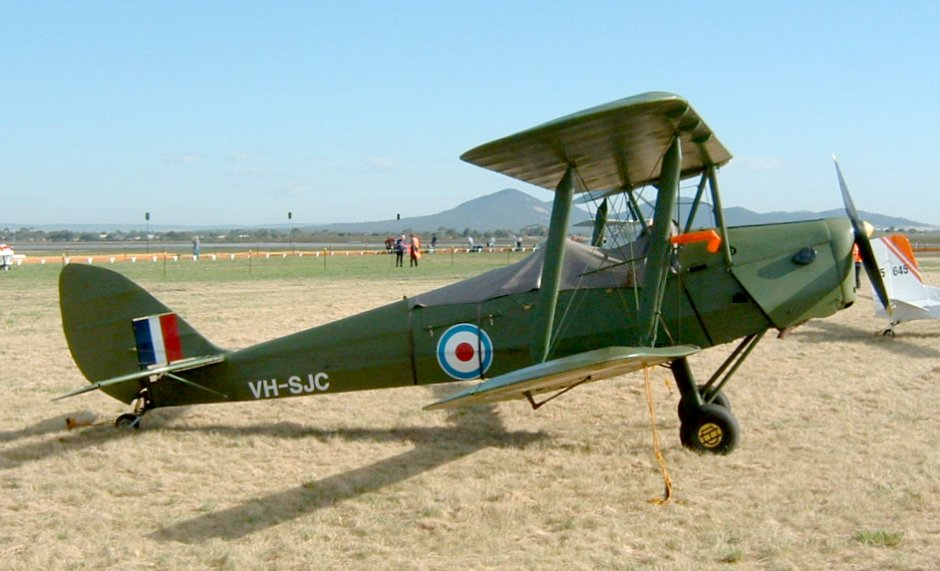
de Havilland Tiger Moth, avion avec lequel Johnnie Johnson apprendra à voler.

En août 1939, il est finalement accepté dans la RAFVR et commence à s'entraîner le week-end à l'aérodrome de Stapleford Tawney, un aérodrome satellite du RAF North Weald. Il y reçoit une instruction au sol sur l'aéronautique. L'enseignement est donné par des pilotes retraités de la 21 Elementary & Reserve Flying Training School. James s'entraîne sur le biplan de Havilland Tiger Moth. Lorsque la guerre éclate en septembre 1939, il s'embarque, avec le grade de sergent, pour Cambridge. Il arrive à la 2nd Initial Training Wing avec d'autres candidats pour commencer l'instruction en vol. Il passe un entretien avec des officiers supérieurs au cours duquel il déclare que sa profession et ses connaissances en topographie, en arpentage et en cartographie le rendraient plus utile dans un rôle de reconnaissance. Son souhait initial n'est pas de devenir pilote de chasse. Le wing commander (commandant de l'escadre) est d'accord, mais il est néanmoins sélectionné pour la formation de pilote de chasse et reçoit le matricule 754750 avec le grade de sergent. Pendant son affectation à Cambridge, il apprend les exercices militaires de base, parfois appelés en argot « square bashing » (ce qui désigne les exercices et les défilés).
En décembre 1939, il commence sa formation initiale au 22 Elementary Flying Training School (EFTS), à Cambridge. Il ne vole que trois fois ce mois-là et huit fois en janvier 1940, chaque fois en tant que second pilote. Le 29 février 1940, il vole en solo pour la première fois, avec le Tiger Moth N6635. Il continue à voler, effectuant rapidement des vols de 50 minutes. Il réussit son vol avec l''instructeur de vol en chef le 6 mai. Devant l'invasion allemande, la RAF accélère la formation et Johnny Johnson est diplômé le 24 mai 1940 avec la mention « moyen » pour sa formation. Il est envoyé le lendemain à la 5 FTS à Sealand, où il pilote pour la première fois des monoplans. À la fin de sa formation, le 7 août 1940, Johnnie Johnson reçoit ses « ailes » (mention « moyen ») et est immédiatement incorporé dans la General Duties Branch de la RAF en tant que pilot officer avec 55 heures et 5 minutes de vol en solo. La guerre fait en sorte que les barrières sociales tombent petit à petit, permettant à Johnnie d'avoir un avenir dans l'armée de l'air anglaise.
Le 19 août 1940, Johnnie Johnson pilote un Spitfire pour la première fois dans le cadre de sa formation au No. 7 Operational Training Unit (en) où il vient d'être muté. Les Spitfire, bien que moins nombreux que les Hurricane, sont envoyés dans les unités de formation, le Fighter Command sentant bien que l'avion allait être déterminant durant la bataille d'Angleterre. Au cours des semaines suivantes, Johnnie s'exerce au pilotage, au vol en formation, aux attaques, aux acrobaties aériennes et aux combats aériens. Au cours de ses vols d'entraînement, il décroche et s'écrase avec son Spitfire,. Les sangles du harnais de Johnson sont trop lâches, et il se tord les épaules - révélant ainsi que sa blessure antérieure au rugby n'a pas guéri correctement. Le Spitfire fait une boucle au sol, arrachant l'une des bras du train d'atterrissage. Le commandant (CO) l'excuse car le terrain d'aviation, court, est difficile, surtout pour un pilote inexpérimenté. Johnnie a toutefois l'impression qu'il sera surveillé de près, et sent que s'il commet une autre erreur, il sera « certainement éliminé »,. Il essaye de rembourrer l'épaule blessée avec de la laine, celui-ci étant maintenu en place par du ruban adhésif,. Il resserre également les sangles pour réduire les vibrations pendant le vol. Ces mesures s'avèrent inutiles et Johnnie Johnson constate qu'il a perdu la sensibilité de sa main droite. Lorsqu'il plonge, la pression aggrave sa douleur à l'épaule. Il essaie souvent de voler en utilisant uniquement sa main gauche, mais les Spitfires doivent être manipulés avec les deux mains, sauf pour les manœuvres simples. Malgré les difficultés liées à ses blessures, le 28 août 1940, la formation est finie. Johnson compte 205,25 heures de vol sur des avions opérationnels, dont 23,5 sur le Spitfire,,.

#### La blessure refait surface
Après sa formation, en août 1940, il est brièvement affecté au No. 19 Squadron (en) en tant que pilot officer stagiaire. En raison de problèmes d'équipement, le No. 19 Squadron n'est pas en mesure de terminer sa formation et il quitte l'unité. Le 6 septembre 1940, il est affecté au No. 616 Squadron basé à RAF Coltishall (en). Le squadron leader H.L « Billy » Burton, pilote expérimenté, lui donne des conseils tactiques essentiels, notamment sur l'importance de maintenir une bonne formation de combat et l'utilisation tactique du soleil, des nuages et de la hauteur. Il effectue une patrouille X-raid le 11 septembre à bord d'un Spitfire, se qualifiant ainsi pour l'agrafe de la bataille d'Angleterre, bien qu'il ne verra pas le combat durant cette bataille.
Son ancienne blessure continue de le perturber et il trouve le pilotage d'avions à hautes performances comme le Spitfire extrêmement douloureux. Les médecins de la RAF lui proposent deux options : soit subir une opération qui corrigerait le problème, mais cela signifierait qu'il manquerait la bataille d'Angleterre, soit devenir instructeur de vol sur le Tiger Moth, avion plus léger. Johnnie opte pour l'opération,. Il espérait un traitement discret, mais l'information parvient vite au commandant, et il est retiré de ses fonctions et envoyé au No.4 RAF Hospital Rauceby (en) le 20 septembre 1940,. Il ne revient dans son escadron que le 28 décembre de la même année. Le commandant Burton l'emmène pour un vol d'essai le 31 décembre à bord du Miles Magister L8151. Après un vol de 45 minutes, Johnnie Johnson peut reprendre le service.

## Seconde Guerre mondiale

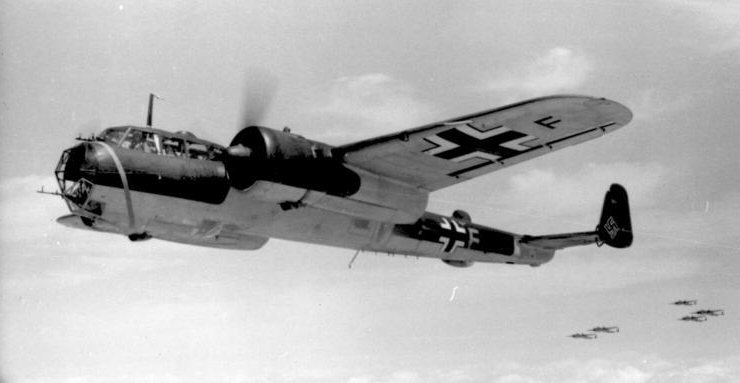
Dornier Do 17 tel que celui probablement abattu par Johnnie Johnson, « Billy » Burton et Tony Glaze.

Johnnie Johnson reprend les vols opérationnels au début de 1941 dans le No. 616 Squadron. Il se retrouve souvent à voler aux côtés du wing commander Douglas Bader, qu'il avait brièvement rencontré en 1940. Le 15 janvier 1941, Johnnie Johnson et le pilot officer Hugh Dundas (en), décollent pour assurer la couverture d'un convoi au large de RAF North Coates (en). Le contrôleur dirige les deux pilotes vers un avion ennemi, un Dornier Do 17. Les deux appareils attaquent le bombardier et se perdent de vue. Bien que les contrôleurs aient intercepté les signaux de détresse du bombardier, Johnnie ne l'a pas vu s'écraser. Ils sont crédités d'un avion ennemi endommagé. C'est la seule fois où Johnson engagera un bombardier allemand. À la fin du mois de janvier, Johnson a 16,35 heures de vol en plus sur Spitfire.
Au cours des premiers mois, il vole en tant que pilote de chasse de nuit. L'utilisation de chasseurs de jour pour faire office de chasseurs de nuit, sans radar, ne permet pas d'intercepter les bombardiers allemands pendant le Blitz ; la seule action de Johnson a lieu le 22 février 1941 lorsqu'il endommage un Messerschmitt Bf 110 à bord du Spitfire R6611, QJ-F. Une semaine plus tard, son escadron est transféré à RAF Tangmere, sur la côte de la Manche. Johnnie est impatient de voir le combat et se réjouit de la perspective de rencontrer l'ennemi depuis Tangmere. Si les Allemands ne reprennent pas l'assaut, l'escadre doit leur livrer bataille.

### OffensiveCircus
En novembre 1940, l'Air marshal Sholto Douglas devient Air officer commanding (AOC) du RAF Fighter Command. Le 8 décembre 1940, une directive de l'état-major de l'air prévoit des balayages offensifs par secteur (Sector Offensive Sweeps). Elle ordonne des opérations de type hit-and-run au-dessus de la Belgique et de la France. Ces opérations doivent être menées par trois escadrons pour harceler les défenses aériennes allemandes. Le 10 janvier 1941, les attaques dites Circus (en) sont lancées par l'envoi de petites formations de bombardiers protégées par un grand nombre de chasseurs. L'escalade des opérations offensives tout au long de l'année 1941 a pour but d'attirer la Luftwaffe, le commandement de Douglas adoptant une position de plus en plus offensive. Trafford Leigh-Mallory, AOC du No. 11 Group, signe l'Operations Instruction No. 7, qu'il a rédigé le 16 février. Il décrit six opérations distinctes pour les chasseurs de jour : Ramrod (escorte de bombardiers avec pour objectif principal la destruction de la cible) ; Fighter Ramrod (même objectif où les chasseurs escortent des chasseurs d'attaque au Roadstead (escorte de bombardiers et opérations anti-navires) ; Fighter Roadstead (même opération que Roadstead mais sans bombardiers) ainsi que Rhubarb (opération d'attaque au sol par mauvais temps) et les opérations Circus.
Dans le cadre ces attaques de plus en plus offensives, le premier contact de Johnnie Johnson avec des chasseurs monomoteurs ennemis ne se déroule pas comme prévu. Le 19 mars 1941, Douglas Bader (Red One) entreprend une patrouille avec Hugh Dundas comme numéro deux (Red Two). Johnnie suit dans sa section en tant que numéro trois (Red Three) avec Whaley « Nip » Heppell qui le suit en tant que quatrième pilote (Red Four). Johnnie repère trois Bf Frank quelques centaines de pieds plus haut et se déplaçant dans la même direction. Oubliant de rapporter calmement le nombre, le type et la position de l'ennemi, il crie : « Attention, Dogsbody ! » (indicatif d'appel de Douglas Bader),. Un tel appel ne doit être utilisé que si le pilote en question est en danger imminent d'être attaqué. La section se sépare dans toutes les directions et se dirige seule vers Tangmere. Cette erreur vaut à Johnnie une réprimande embarrassante de Douglas Bader lors du débriefing.
Johnnie Johnson effectue diverses opérations au-dessus de la France, y compris les missions d'attaque au sol Rhubarb qu'il déteste - il considère que c'est un gaspillage de pilotes. Plusieurs pilotes de chasse performants sont morts de cette façon. Le Flight Lieutenant Eric Lock et le wing commander Paddy Finucane sont tués lors d'opérations Rhubarb en août 1941 et juillet 1942 respectivement,. Le squadron leader Robert Stanford Tuck sera capturé lors d'une opération similaire en janvier 1942. À cette époque, Hugh Dundas et d'autres pilotes expriment également leur mécontentement à l'égard des tactiques de formation utilisées dans l'escadrille. Après une longue conversation jusqu'au petit matin, Douglas Bader accepte les suggestions de ses pilotes supérieurs et accepte l'utilisation de tactiques plus souples pour réduire les risques d'être pris par surprise. Les changements tactiques impliquent l'utilisation de formations en ligne de front se chevauchant, semblables à la formation allemande finger-four. Ces tactiques sont utilisées par la suite par tous les pilotes de la Wing (en).

## Liste des victoires aériennes
Le bilan de Johnnie Johnson en temps de guerre est de 515 sorties en vol, 34 avions déclarés détruits et sept autres détruits en commun, trois avions probablement détruits, 10 avions endommagés et un avion en commun détruit au sol. Toutes ses victoires sont des chasseurs. En tant que wing leader, Johnnie Johnson a pu utiliser ses initiales "JE-J" à la place des lettres de code de l'escadron. Il remporte la plupart de ses victoires aux commandes de deux Spitfire Mk IX : le EN398/JEJ dans lequel il abat 12 avions et en partage cinq plus six et un partagé endommagé, alors qu'il commande la Kenly Wing ; le MK392/JEJ dans lequel il abat 12 avions plus un partagé, détruit au sol. Sa dernière victoire de la guerre est remportée avec cet appareil. Il termine la guerre aux commandes d'un Mk XIVE, MV268/JEJ. Sa monture d'après-guerre est le MV257/JEJ ; il s'agit du dernier Spitfire à porter ses initiales.
La possibilité de vérifier les affirmations britanniques contre les principaux adversaires des Britanniques en 1941 et 1942, le Jagdgeschwader 26 et le Jagdgeschwader 2, est très limitée. Seuls deux des 30 volumes de journaux de guerre produits par le JG 26 ont survécu à la guerre. L'historien Donald Caldwell a tenté d'utiliser les quelques documents allemands disponibles pour comparer les pertes et les victoires aériennes revendiquées, mais il reconnaît que le manque de sources laisse la possibilité d'erreurs.
| N° | Date            | Appareil          | Ennemi         | Résultat                 | Localisation                  | Notes                                                              |
| -- | --------------- | ----------------- | -------------- | ------------------------ | ----------------------------- | ------------------------------------------------------------------ |
|    | 15 janvier 1941 | Spitfire IA K4477 | Dornier Do 217 | Avion endommagé, partage | Près de RAF North Coates (en) | Seul bombardier endommage par Johnnie Johnson sur toute la guerre. |

## Biographie
Pilote pendant la Seconde Guerre mondiale, Johnson est crédité de 34 victoires sur plus de 700 sorties opérationnelles.
Ce score fait de lui l'as allié le plus accompli contre la Luftwaffe sur le front de l'Ouest.
Il a également participé à la guerre de Corée.
Membre de l'Ordre du Bain, de l'Ordre de l'Empire britannique et de l'Ordre du Service distingué, il est également décoré de la Distinguished Flying Cross